# Światowe Igrzyska Halowe w Lekkoatletyce 1985 – bieg na 3000 m mężczyzn
Bieg na 3000 metrów mężczyzn – jedna z konkurencji biegowych rozgrywanych podczas halowych światowych igrzysk lekkoatletycznych w hali Accor Arena w Paryżu. Eliminacje zostały rozegrane 18 stycznia, a bieg finałowy 19 stycznia 1985. Zwyciężył reprezentant Portugalii João Campos.

## Rezultaty

### Eliminacje
Rozegrano 2 biegi eliminacyjne, do których przystąpiło 20 biegaczy. Awans do finału dawało zajęcie jednego z czterech pierwszych miejsc w swoim biegu (Q). Skład finału uzupełniło trzech zawodników z najlepszym czasem wśród przegranych (q).
Opracowano na podstawie materiału źródłowego.
Bieg 1
| Miejsce | Zawodnik         | Czas    | Uwagi |
| ------- | ---------------- | ------- | ----- |
| 1       | João Campos      | 7:59,07 | Q     |
| 2       | Stefano Mei      | 8:00,18 | Q     |
| 3       | Don Clary        | 8:00,21 | Q     |
| 4       | Joseph Mahmoud   | 8:00,76 | Q     |
| 5       | Bruno Lafranchi  | 8:01,27 |       |
| 6       | Peter Renner     | 8:06,38 |       |
| 7       | Isaack Lubango   | 8:12,71 |       |
| 8       | Julian Giraldo   | 8:22,42 |       |
| 9       | Yehezkel Khalifa | 8:24,34 |       |
| 10      | Vinko Pokrajčić  | 8:36,04 |       |

Bieg 2
| Miejsce | Zawodnik         | Czas    | Uwagi |
| ------- | ---------------- | ------- | ----- |
| 1       | Christoph Herle  | 7:54,54 | Q     |
| 2       | Dave Lewis       | 7:54,55 | Q     |
| 3       | Francis Gonzalez | 7:54,73 | Q     |
| 4       | António Leitão   | 7:54,82 | Q,    |
| 5       | Pierre Délèze    | 7:55,22 | q     |
| 6       | Bob Verbeeck     | 7:55,94 | q,    |
| 7       | Ivan Uvizl       | 7:57,78 | q     |
| 8       | Tony Rogers      | 7:58,09 |       |
| 9       | Emilio Ulloa     | 8:19,96 |       |
| 10      | Mohammed Bekheet | 8:23,63 | NR    |

### Finał
Opracowano na podstawie materiału źródłowego.
| Miejsce | Zawodnik         | Czas    |
| ------- | ---------------- | ------- |
| 1       | João Campos      | 7:57,63 |
| 2       | Don Clary        | 7:57,78 |
| 3       | Ivan Uvizl       | 7:57,92 |
| 4       | António Leitão   | 7:58,14 |
| 5       | Dave Lewis       | 7:58,19 |
| 6       | Francis Gonzalez | 7:58,78 |
| 7       | Christoph Herle  | 7:59,52 |
| 8       | Joseph Mahmoud   | 8:02,90 |
| 9       | Stefano Mei      | 8:03,01 |
| 10      | Pierre Délèze    | 8:10,51 |
| –       | Bob Verbeeck     | DNF     |